# Ferla

Ubicació de Ferla dins la província

Ferla (sicilià Ferla) és un municipi italià, dins de la província de Siracusa. L'any 2007 tenia 2.649 habitants. Limita amb els municipis de Buccheri, Buscemi, Carlentini, Cassaro i Sortino.

## Administració
| Període | Identitat                     | Partit        |
| ------- | ----------------------------- | ------------- |
| 2007-   | Alfio Paolo Giuseppe Speranza | Llista cívica |